# Jakob Kjeldbjerg
Jakob Kjeldbjerg (21 de outubro de 1969) é um ex-futebolista profissional dinamarquês que atuava como defensor.

## Carreira
Jakob Kjeldbjerg representou a Seleção Dinamarquesa de Futebol nas Olimpíadas de 1992.